# Filološki fakultet „Blaže Koneski“ – Skoplje
Filološki fakultet „Blaže Koneski“ Sveučilišta "Sv. Ćiril i Metod" u Skoplju najviša je obrazovna i javna ustanova na području filoloških znanosti u Republici Makedoniji. Fakultet je nazvan prema istaknutom književniku i jezikoslovcu Blaži Koneskom (1921. – 1993.) — jednom od njegovih prvih profesora.

## Osnivanje
Filološki fakultet osnovan je Zakonom o osnivanju sveučilišta kojeg je donijela Vlada Narodne Republike Makedonije u Skoplju, 1945. godine te posebnom odlukom 1946. godine. Prvi dekan fakulteta bio je Mihail Petruševski, a prva su predavanja započela 16. prosinca 1946. u sklopu tadašnjeg prvog makedonskog fakulteta - Filozofskog fakulteta, koji je bio temelj budućeg makedonskog sveučilišta, današnjeg Sveučilišta "Sv. Ćirila i Metoda". Filološki fakultet kao samostalna ustanova djeluje od 1974. Godine 1995. Filološki fakultet preimenovan je u Filološki fakultet „Blaže Koneski".

### Prvi profesori
Prvih pet profesora Filološkog fakulteta Sveučilišta u Skoplju bili su:
- Blaže Koneski
- Mihail Petruševski
- Haralampie Polenaković
- Đorđi Šoptrajanov
- Ljuben Lape

## Katedre
Preddiplomski studiji na fakultetu traju četiri godine, a od 2005. godine nastava se izvodi prema kriterijima Europskog sustava za prijenos i prikupljanje studijskih bodova te Bolonjske deklaracije. Nastavno-znanstveni rad fakulteta organiziran je i izvođen u sklopu deset katedri. U sklopu istih organizirani su i poslijediplomski studiji iz znanstvenog područja jezika i književnosti. Katedre Filološkog fakulteta su:
- Katedra za makedonski jezik i južnoslavenske jezike
- Katedra za makedonsku književnost i južnoslavenske književnosti
- Katedra za albanski jezik i književnost
- Katedra za turski jezik i književnost
- Katedra za slavistiku
- Katedra za romanske jezike i književnosti
- Katedra za njemački jezik i književnost
- Katedra za engleski jezik i književnost
- Katedra za opću i komparativnu književnost
- Katedra za prevođenje i  tumačenje

Postoje još dva odjela:
- Odjel za nastavu na stranom jeziku nematičnih fakulteta
- Centar za ispitivanje i certificiranje makedonskog jezika

### Drugi proučavani jezici
Osim jezika katedri, na fakultetu se proučavaju i sljedeći jezici:
- španjolski
- portugalski
- kineski
- korejski
- mađarski
- češki
- poljski
- hrvatski
- slovenski
- rumunjski

### Knjižnica
Filološki fakultet ima devet knjižnica u sklopu odgovarajućih katedri. Knjižnice raspolažu bogatim fondom knjiga i časopisa koje koristi veliki broj studenata, nastavnika, znanstvenih radnika na fakultetu te izvan njega. Fond knjiga i časopisa stalno se obnavlja pomoću sredstava fakulteta, kao i donacija stranih ambasada, kulturnih centara i drugih ustanova zemalja čiji se jezici proučavaju na Filološkom fakultetu.

## Izdavačka djelatnost
Osim izdavanja udžbenika za potrebe nastave te raznih informativnih i priručnih knjiga za studente izdaje se i niz monografskih radova iz različitih područja filoloških znanosti, rječnici te ostali leksikografski radovi.

## Vanjske poveznice
- Filološki fakultet "Blaže Koneski"  Arhivirana inačica izvorne stranice od 15. siječnja 2009. (Wayback Machine)